# Les Petits Champions (série de films)
 Pour plus de détails, voir Fiche technique et Distribution
Les Petits Champions ou Jeu de puissance au Québec (The Mighty Ducks) est une série de films américains centrés sur le hockey sur glace et produits par Walt Disney Pictures.
Le succès des films est tel qu'une franchise sera par la suite développée, avec de nombreux produits dérivés, des séries télévisées et même la création d'une véritable franchise professionnelle de hockey sur glace en 1993 : les Mighty Ducks d'Anaheim (plus tard renommés Ducks d'Anaheim).

## Films
Les Petits Champions (1992)
Gordon Bombay est un avocat à succès de Minneapolis, toujours prêt à tout pour gagner. Arrêté pour conduite en état d'ivresse, il est condamné à des travaux d'intérêt général : devenir entraîneur de hockey sur glace, sport qu'il déteste par-dessus tout depuis un certain match décisif perdu en 1973 quand il était enfant. Gordon est très réticent mais doit se plier aux volontés du patron de son cabinet, M. Ducksworth. Il doit entraîner l'équipe du 5e district de la catégorie pee-wee (11–12 ans) de Minneapolis-Saint Paul. Cette équipe finit toujours dernière de sa division, chaque année. Ironie du sort, le premier match de Gordon est contre les Hawks, son ancienne équipe. L'équipe du 5e district subit une cinglante défaite 17-0. Pas du tout motivé au départ, Gordon va peu à peu gagner la confiance de ses joueurs. Il se lie principalement avec Charlie Conway, un jeune garçon qui vit seul avec sa mère, ce qui rappelle beaucoup de choses à Gordon. L'équipe du 5e district est ensuite rebaptisée « Ducks » (les « Canards ») en clin d’œil à M. Ducksworth, dont le cabinet a fourni tous les équipements. L'équipe améliore ses résultats et est en course pour accéder aux séries éliminatoires.
Les Petits Champions 2 (1994)
Un an après sa victoire avec les Ducks de Minneapolis-Saint Paul contre les Hawks, l'ancien avocat Gordon Bombay a rechaussé les patins et est devenu joueur des Waves de Minnehaha, en ligue mineure. Mais une blessure au genou l'empêche de jouer à nouveau. Il a alors l'opportunité d'entraîner l'équipe américaine junior pour les Goodwill Games de Los Angeles. Il décide donc de reformer les Ducks auxquels viennent s'ajouter des nouveaux des quatre coins du pays. Gordon est alors très sollicité par les médias et son sponsor Hendrix, quitte à délaisser ses propres joueurs. Il va falloir que toute l'équipe soit opérationnelle pour affronter la terrible équipe islandaise.
Les Petits Champions 3 (1996)
Après leur victoire aux Goodwill Games, les Ducks obtiennent une bourse d'études à l'académie Eden Hall. Mais les joueurs de l'équipe universitaire (qui est en tête du championnat) ne voient pas d'un très bon œil leur arrivée. En plus de cela, les Ducks doivent accepter un nouvel entraîneur, car Gordon Bombay est parti s'occuper de la ligue nationale junior. Leur nouvel entraîneur est Ted Orion, ancien joueur des North Stars du Minnesota (avant le départ de la franchise pour Dallas). Ted Orion est assez dur et il modifie tout : leurs postes et leurs rôles sur le terrain. Charlie Conway n'est plus capitaine et Goldberg n'est plus le gardien titulaire. Les Ducks n'existent désormais plus et portent désormais la tunique des Warriors. De plus, leur copain Adam Banks joue avec l'équipe universitaire. Tous ces grands changements affectent beaucoup l'équipe, surtout Charlie. Il trouve malgré tout refuge auprès du vieux Hans. La rivalité grandissante entre les juniors et l'équipe universitaire va atteindre son paroxysme lors d'un match amical, mais avec tant d'enjeux.

## Fiche technique
| Équipe                     | Les Petits Champions (1992)                                              | Les Petits Champions 2 (1994)                | Les Petits Champions 3 (1996)                |
| -------------------------- | ------------------------------------------------------------------------ | -------------------------------------------- | -------------------------------------------- |
| Titre québécois            | Jeu de puissance                                                         | Jeu de puissance 2                           | D3: Les Mighty Ducks                         |
| Titre original             | The Mighty Ducks                                                         | D2: The Mighty Ducks                         | D3: The Mighty Ducks                         |
| Réalisateurs               | Stephen Herek                                                            | Sam Weisman                                  | Robert Lieberman                             |
| Scénaristes                | Steven Brill                                                             | Steven Brill                                 | Steven Brill                                 |
| Scénaristes                |                                                                          | Jim Burnstein                                |                                              |
| Producteurs                | Jon Avnet                                                                | Jon Avnet                                    | Jon Avnet                                    |
| Producteurs                | Jordan Kerner                                                            |                                              |                                              |
| Montage                    | Larry Bock                                                               | Eric A. Sears                                | Colleen Halsey                               |
| Montage                    | John F. Link                                                             | John F. Link                                 | Patrick Lussier                              |
| Photographie               | Thomas Del Ruth                                                          | Mark Irwin                                   | David Hennings                               |
| Musique                    | David Newman                                                             | J. A. C. Redford                             | J. A. C. Redford                             |
| Dates de sortie États-Unis | 2 octobre 1992                                                           | 25 mars 1994                                 | 4 octobre 1996                               |
| Dates de sortie France     | 24 mars 1993                                                             | 2 novembre 1994                              | 17 septembre 1997                            |
| Durée                      | 104 minutes                                                              | 106 minutes                                  | 104 minutes                                  |
| Budget                     | 10 000 000 $                                                             | NC                                           | NC                                           |
| Genre                      | comédie dramatique, sport                                                | comédie dramatique, sport                    | comédie dramatique, sport                    |
| Sociétés de production     | Walt Disney PicturesAvnet/Kerner ProductionsTouchwood Pacific Partners 1 | Walt Disney PicturesAvnet/Kerner Productions | Walt Disney PicturesAvnet/Kerner Productions |
| Distribution États-Unis    | Buena Vista Distribution Company                                         | Buena Vista Distribution Company             | Buena Vista Distribution Company             |

## Distribution et personnages
| Personnages                     |                                   |                        |                        |
| Personnages                     | Les Petits Champions              | Les Petits Champions 2 | Les Petits Champions 3 |
| ------------------------------- | --------------------------------- | ---------------------- | ---------------------- |
| Gordon Bombay                   | Emilio Estevez                    | Emilio Estevez         | Emilio Estevez         |
| Gordon Bombay                   | Brock Pierce (enfant, flashbacks) |                        |                        |
| Ted Orion                       |                                   |                        | Jeffrey Nordling       |
| Charlie Conway                  | Joshua Jackson                    | Joshua Jackson         | Joshua Jackson         |
| Guy Germaine                    | Garette Ratliff Henson            | Garette Ratliff Henson | Garette Ratliff Henson |
| Connie « Velvet Hammer » Moreau | Marguerite Moreau                 | Marguerite Moreau      | Marguerite Moreau      |
| Fulton Reed                     | Elden Henson                      | Elden Henson           | Elden Henson           |
| Lester Averman                  | Matt Doherty                      | Matt Doherty           | Matt Doherty           |
| Greg Goldberg                   | Shaun Weiss                       | Shaun Weiss            | Shaun Weiss            |
| Adam « Cake Eater » Banks       | Vincent Larusso                   | Vincent Larusso        | Vincent Larusso        |
| Terry Hall                      | Jussie Smollett                   |                        |                        |
| Tommy Duncan                    | Danny Tamberelli                  |                        |                        |
| Dave Karp                       | Aaron Schwartz                    |                        |                        |
| Peter Mark                      | J. D. Daniels                     |                        |                        |
| Jesse Hall                      | Brandon Quintin Adams             | Brandon Quintin Adams  |                        |
| Casey Conway                    | Heidi Kling                       |                        | Heidi Kling            |
| Hans                            | Joss Ackland                      |                        | Joss Ackland           |
| Julie « The Cat » Gaffney       |                                   | Colombe Jacobsen       | Colombe Jacobsen       |
| Dwayne Robertson                |                                   | Ty O'Neal              | Ty O'Neal              |
| Ken « Little Bash Brother » Wu  |                                   | Justin Wong            | Justin Wong            |
| Dean Portman                    |                                   | Aaron Lohr             | Aaron Lohr             |
| Luis Mendoza                    |                                   | Mike Vitar             | Mike Vitar             |
| Russell « Russ » Tyler          |                                   | Kenan Thompson         | Kenan Thompson         |

Caméos

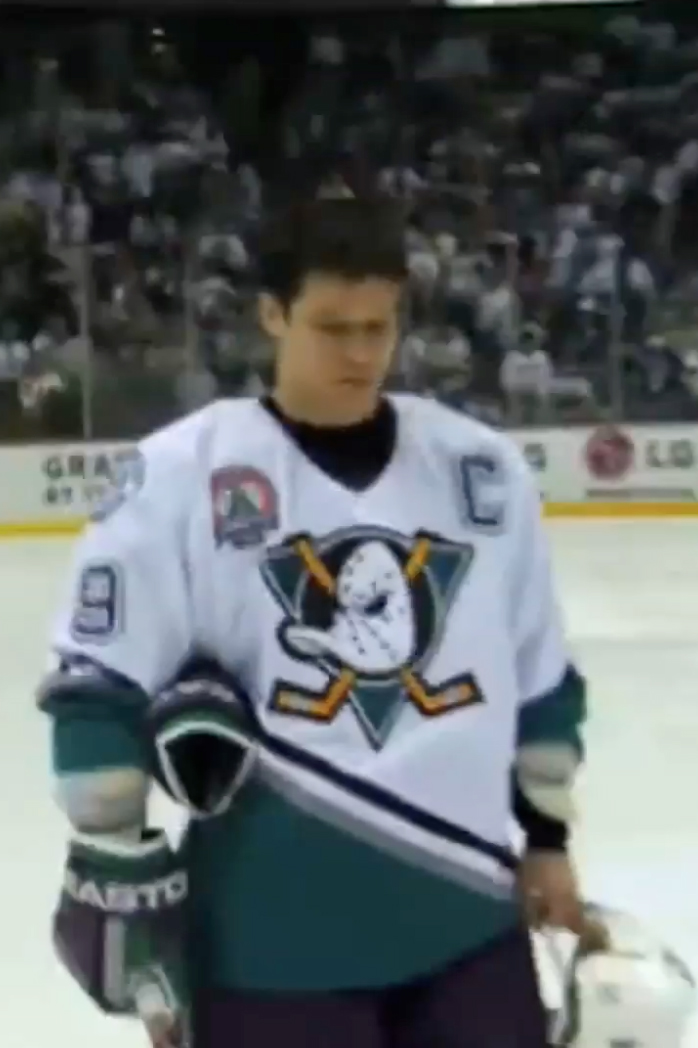
Paul Kariya, ici durant les séries éliminatoires de la saison 2002-2003 de la LNH, apparait dans le 3e film

Chaque film contient plusieurs apparitions de joueurs de la Ligue nationale de hockey :
- Les Petits Champions : Mike Modano et Basil McRae
- Les Petits Champions 2 : Chris Chelios, Cam Neely, Luc Robitaille et Wayne Gretzky
- Les Petits Champions 3 : Paul Kariya (à l'époque véritable capitaine des Mighty Ducks)

### Membres de l'équipe
Dans les films, l'équipe des Ducks est composée de  :
| N° | Nom                        | Ville d'origine            | Poste | 1er film | 2e film | 3e film |
| -- | -------------------------- | -------------------------- | ----- | -------- | ------- | ------- |
| 00 | Guy Germaine               | Saint Paul, Minnesota      | A     | ✔️       | ✔️      | ✔️      |
| 1  | Terry Hall                 | Minneapolis, Minnesota     | A     | ✔️       | ❌      | ❌      |
| 2  | Tommy Duncan               | Minneapolis, Minnesota     | D     | ✔️       | ❌      | ❌      |
| 4  | Lester Averman             | Brooklyn Park, Minnesota   | A     | ✔️       | ✔️      | ✔️      |
| 5  | Tammy Duncan               | Minneapolis, Minnesota     | A     | ✔️       | ❌      | ❌      |
| 6  | Julie Gaffney              | Bangor, Maine              | G     | ❌       | ✔️      | ✔️      |
| 7  | Dwayne Robertson           | Austin, Texas              | A     | ❌       | ✔️      | ✔️      |
| 9  | Jesse Hall                 | Minneapolis, Minnesota     | A     | ✔️       | ✔️      | ❌      |
| 11 | Dave Karp                  | Minneapolis, Minnesota     | D     | ✔️       | ❌      | ❌      |
| 16 | Ken Wu                     | San Francisco, Californie  | A     | ❌       | ✔️      | ✔️      |
| 18 | Connie Moreau              | Minneapolis, Minnesota     | A     | ✔️       | ✔️      | ✔️      |
| 21 | Dean Portman               | Chicago, Illinois          | D     | ❌       | ✔️      | ✔️      |
| 22 | Luis Mendoza               | Miami, Floride             | A     | ❌       | ✔️      | ✔️      |
| 24 | Peter Mark                 | Minneapolis, Minnesota     | D     | ✔️       | ❌      | ❌      |
| 33 | Greg Goldberg              | Philadelphie, Pennsylvanie | G / D | ✔️       | ✔️      | ✔️      |
| 44 | Fulton Reed                | Stillwater, Minnesota      | D     | ✔️       | ✔️      | ✔️      |
| 56 | Russ Tyler                 | Los Angeles, Californie    | D     | ❌       | ✔️      | ✔️      |
| 96 | Charlie Conway (capitaine) | Minneapolis, Minnesota     | A     | ✔️       | ✔️      | ✔️      |
| 99 | Adam Banks                 | Edina, Minnesota           | A     | ✔️       | ✔️      | ✔️      |

## Accueil

### Critiques
| Film                   | Rotten Tomatoes    | Metacritic            |
| ---------------------- | ------------------ | --------------------- |
| Les Petits Champions   | 24% (30 critiques) | 46/100 (18 critiques) |
| Les Petits Champions 2 | 20% (15 critiques) | NC                    |
| Les Petits Champions 3 | 20% (15 critiques) | NC                    |

Les trois volets Les Petits Champions deviennent des films cutes,,. D'autre part, plusieurs sportifs professionnels avouent être de grands fans de la saga : J. J. Watt ou encore Bryce Harper,.

### Box-office
| Film                   | Recettes au box-office | Recettes au box-office | Entrées France | Budget       | Ref.   |
| Film                   | États-Unis / Canada    | Mondial                | Entrées France | Budget       | Ref.   |
| ---------------------- | ---------------------- | ---------------------- | -------------- | ------------ | ------ |
| Les Petits Champions   | 50 752 337 $           | NC                     | 164 756        | 10 000 000 $ | ,      |
| Les Petits Champions 2 | 45 610 410 $           | NC                     | NC             | NC           | ,      |
| Les Petits Champions 3 | 22 955 097 $           | NC                     | NC             | NC           | [ 15 ] |

## Produits dérivés

### Télévision

#### Série télévisée d'animation
La série animée Mighty Ducks, ou Les Canards de l'exploit au Québec, est diffusée entre le 7 septembre 1996 et le 10 janvier 1997 sur le réseau ABC. En France, elle est diffusée à partir du 7 septembre 1997 sur TF1 dans l'émission Disney Club. Elle connait 26 épisodes de 25 minutes et est produite par les studios Disney.
Cette diffère des films puisque les joueurs sont des canards anthropomorphiques vivants sur une autre planète.

#### Série télévisée
Une série télévisée en prise de vues réelles inspirée des films est annoncée en janvier 2018 par ABC Studios, avec la participation du scénariste-producteur Steven Brill et du producteur Jordan Kerner. En février 2018, il est révélé que la série sera diffusée sur la plateforme Disney+.
En novembre 2019, il est précisé que l'intrigue tournera autour d'un garçon de 13 ans voulant créer, avec l'aide de sa mère, une nouvelle équipe, en trouvant un entraineur et une patinoire. En février 2020, Emilio Estevez est confirmé pour reprendre son rôle de Gordon Bombay. Le tournage débute en février 2020 et se déroule notamment à Vancouver. La série est diffusée sur Disney+ dès mars 2021.

### Hockey sur glace

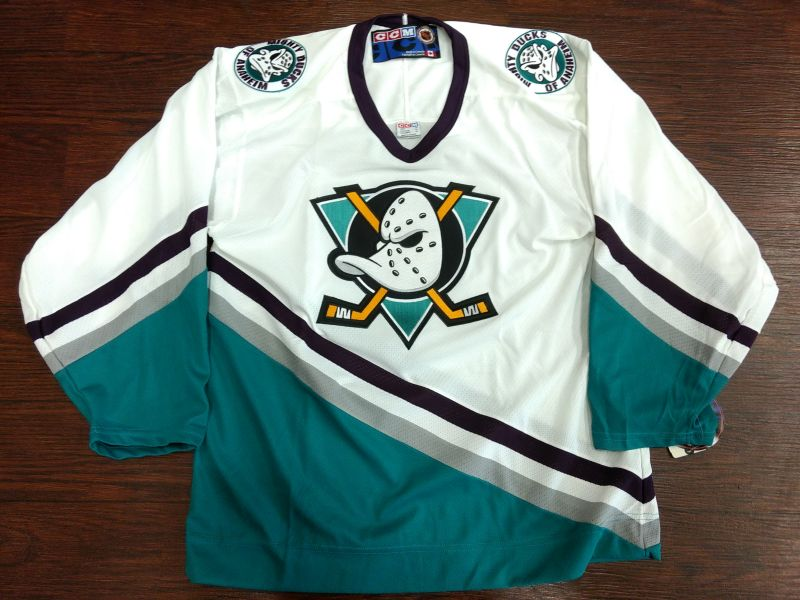
Maillot des Mighty Ducks d'Anaheim arborant le célèbre logo

Le 2 octobre 1992, Walt Disney Pictures sort le film The Mighty Ducks — en France, Les Petits Champions  et au Québec, Jeu de puissance — et lance une nouvelle vague d'engouement pour le hockey sur glace chez les jeunes. Devant le succès du film, qui rapporte 51 millions de dollars, la Walt Disney Company décide de demander à la Ligue nationale de hockey l'octroi d'une franchise. Le 10 décembre, la LNH autorise Disney à développer une franchise,. Il est décidé que cette équipe prendra ses quartiers à Anaheim, située dans la banlieue de Los Angeles et qui a également l'avantage d'abriter le Disneyland Resort, l'un des plus grands parcs d'attractions de la firme américaine. Les Mighty Ducks d'Anaheim sont les premiers locataires de l'Anaheim Arena, plus tard renommée Arrowhead Pond of Anaheim et actuellement connue sous le nom de Honda Center.
De plus, le hockey sur glace en Californie connaît un regain d'intérêt depuis 1988 et le transfert de Wayne Gretzky, souvent considéré comme le plus grand joueur de tous les temps, aux Kings de Los Angeles. Cependant, beaucoup de puristes ont grincé des dents lorsqu'ils ont appris que cette nouvelle équipe serait nommée en fonction d'un film pour enfants, et considèrent que le maillot et le nom de la franchise sont ridicules,.
Une autre équipe affiliée, les Mighty Ducks de Cincinnati, existe de 1997 à 2005.